# ديف ستيفنز (رياضي مبتور الساق)

## نبذة
ديف ستيفنز (مواليد ١٢ تشرين الثاني ١٩٦٦) رياضيٌّ ومذيع رياضيّ محترف حائز على جائزة إيمي سبع مرات. ستيفنز، المبتور خلقيًا، هو الرياضي الوحيد الذي لعب كرة القدم الأمريكية الجامعية أو دوري البيسبول للناشئين بدون ساقين. يبلغ طوله ٩٣ سم، ويجري بيديه.

## حياته في المدرسة الثانوية
في مدرسة ويكينبورج الثانوية ويكنبورغ (أريزونا)، بين عام 1980 وعام 1984، كان ديف ستيفنز رياضيًا مميزًا في ثلاث رياضات: كرة القدم، والبيسبول، والمصارعة. وقد حقق ثلاثة أرقام قياسية على مستوى ولاية أريزونا: أكبر عدد من عمليات الإسقاط في المصارعة، وأكبر عدد من المشي في لعبة البيسبول، والرقم القياسي للموسم في المشي.

## مسيرته الجامعية
واصل ستيفنز مسيرته الجامعية الرياضية في كلية أوغسبورغ، حيث لعب كرة القدم الجامعية، والبيسبول، والمصارعة. خلال وجوده هناك، سافر إلى أيرلندا وأستراليا ونيوزيلندا لتمثيل فريق الولايات المتحدة الأمريكية في كرة القدم. كما تمت دعوته للمشاركة في تجارب الأداء بمنطقة البيسبول الأولمبية الغربية سنة 1983، حيث لعب في الملعب الخارجي إلى جانب نجوم كبار مثل باري بوندز وأوديبي ماكدويل.

## حياته المهنية
بعد انتهاء دراسته الجامعية، التحق ستيفنز بفريق سانت بول ساينتس ضمن دوري البيسبول المستقل سنة 1996. خلال تلك الفترة، أظهر مهارة عالية في التقاط الكرات الطائرة التي تهبط على مسافة 25 قدمًا منه. وقد قال عنه المدير الفني للفريق آنذاك، مارتي سكوت: "لقد لمس مكانًا في قلبي. صحيح أن بنيته محدودة، لكنه لم يجعل ذلك عائقًا أمامه. أنا معجب بما أنجزه." خلال هذه الفترة، أصبح ستيفنز واحدًا من القلائل الذين لعبوا بديلًا للنجم داريل ستروبيري خلال مسيرته الاحترافية، كما بدأ مباراة واحدة في القاعدة الثانية مع الفريق.
وفي كانون الثاني سنة 2012، أعادت مدرسة ويكينبورج الثانوية تسمية جائزة اللاعب الأكثر قيمة باسم "جائزة ديف ستيفنز هاسل"، تكريمًا لمسيرته المذهلة في الثمانينيات.
في تشرين الثاني سنة 2013، انضم ستيفنز إلى فريق WWAFT لكرة القدم لذوي البتر كلاعب وسط وخط دفاعي. واصل جولاته مع الفريق، حيث واجه خريجي اتحاد كرة القدم الأميركي وساهم في زيادة الوعي بقضايا المحاربين العسكريين المصابين. شارك ستيفنز في 19 مباراة مع الفريق، محققًا رقمًا قياسيًا بلغ 21-0 ضد منافسات NFL.
ظهر ستيفنز في العديد من البرامج التلفزيونية، مثل CBS Morning News، وThe Today Show، وGood Morning America، وThis Week in Baseball، وBaseball Tonight، وExtra، كما نُشرت قصصه في USA Today، وSports Illustrated، وBaseball America، وThe National Enquirer، وStar Magazine، وPeople، وظهر أيضًا على شاشة ESPN’s SportsCenter. كما تناولت سيرته الذاتية كتبٌ مثل "Slouching Toward Fargo" لنيل كارلان و"Baseball Graffiti" لإد هاوسام.
خاض ستيفنز تجارب مع فرق دالاس كاوبويز، وسينسيناتي ريدز، ومينيسوتا توينز، وتدرّب مع فريقي تامبا رايز ومينيسوتا توينز في فلوريدا، حيث تمرّن على الضرب والدفاع، إضافة إلى رمي الكرة الأولى في ثلاث مباريات. ولا يزال يعمل مع فرق البيسبول في الدوري الصغير بأنحاء الولايات المتحدة.
عمل ستيفنز مديرًا لمكتب المهام في شبكة إي إس بي إن، ثم أصبح محررًا للتغطية والمحتوى، حيث استمر في عمله هناك لمدة 20 عامًا. غطى خلالها 11 مباراة سوبر بول، و3 بطولات عالمية في البيسبول، و3 نهائيات لبطولة NCAA، إضافة إلى العديد من الأحداث الرياضية الكبرى الأخرى. وهو أب لثلاثة أبناء ومتحدث تحفيزي نشط. قبل انضمامه إلى إي إس بي إن، عمل في قناة KSTP-TV في مينيابوليس.
يعمل حاليًا مراسلًا لقناة الإعاقة، ويشارك في تنظيم واستضافة بطولة الجولف لمبتوري الساق السنوية في منطقة أورلاندو.
ويُعد ديف ستيفنز متحدثًا تحفيزيًا محترفًا مطلوبًا بشدة من قِبل مؤسسة ديف كلارك، كما أنه عضو ناشط في مؤسسة Disability Dream & Do منذ عام 2016.

## ملراجع
1. 1 2 3  Spencer، Sheldon (17 أبريل 2011). "Sidelines: Stevens' spring training". ESPN. مؤرشف من الأصل في 2023-02-06. اطلع عليه بتاريخ 2012-04-04.
2. ↑  Tougas، Chelsea (12 مارس 2012). "Dave Stevens Encourages Students to Follow Their Dreams". Worcester State University. مؤرشف من الأصل في 2012-12-12. اطلع عليه بتاريخ 2012-04-05.
3. ↑  Ziegal، Vic (21 مايو 1996). "Impossible Dream Dave Stevens Of St. Paul, Born Without Legs, Is Minor Miracle In The Making". New York Daily News. مؤرشف من الأصل في 2025-06-20. اطلع عليه بتاريخ 2025-03-20.
4. ↑  "In A Pinch, Darryl Comes Through For Pal". New York Daily News (بالإنجليزية الأمريكية). 29 May 1996. Retrieved 2025-03-20.

## الروابط الخارجية
- Topkin، Marc (11 مارس 2011). "Athlete born without legs takes batting practice with Tampa Bay Rays". Tampa Bay Times. مؤرشف من الأصل في 2016-03-04.
- Owens, Shannon J. (17 Apr 2012). "Amputees find ability, not disability, in golf tournament". Orlando Sentinel (بالإنجليزية الأمريكية). Archived from the original on 2015-10-23. Retrieved 2025-03-20.
- "NJ School Hosts Dozens Of Heroic Motivational Speakers". CBS New York (بالإنجليزية الأمريكية). 14 Apr 2011. Retrieved 2025-03-20.
- Constantinesco، Kim (27 سبتمبر 2016). "How Dave Stevens Became The First Person Without Legs To Play College Football And Pro Baseball". Purpose To Play. مؤرشف من الأصل في 2016-10-29.